# Coriaria arborea
La Coriaria arborea (en maorí tutú) es una especie botánica que pertenece a la familia de las coriariáceas, autóctona de Nueva Zelanda.

## Descripción
Es un árbol de hasta 8 metros de altura, pero que puede tener forma arbustiva. Las hojas son opuestas y fructifican en racimos. El fruto es un aquenio de 2 mm de largo y uno de ancho.  Lo que parece un fruto carnoso son los pétalos agrupados envolventes de los aquenios. La dispersión de las semillas se produce a través de aves (ornitocoria). Hay plantas que hibridan espontáneamente con las otras especies de Coriaria de Nueva Zelanda.

## Utilidades
Todas las partes de la planta son venenosas excepto el zumo de los pétalos. Contiene una toxina llamada tutina, la ingestión de un mg de la cual puede ser mortal. A pesar de ello se estudian las propiedades medicinales en condiciones controladas.
Coriaria arborea es una planta colonizadora de terrenos perturbados que incrementa la fertilidad. Después de la erupción del volcán Tarawera de la Isla Norte de Nueva Zelanda (1886), que acabó con toda la vegetación de los alrededores, esta planta  volvió a crecer desde 1928, lo cual permitió que se estableciera la sucesión vegetal hacia los árboles autóctonos como Griselinnia littoralis y Weinsmannia racemosa.
Como otras especies de Coriaria, a pesar de no ser una leguminosa, fija nitrógeno atmosférico gracias a la presencia en las raíces de actinomicetos del género Frankia
Tanto las semillas como la savia del tutú son altamente venenosas, lo que resultó en muchas muertes de ganado, especialmente en los primeros días de la colonización europea. Sin embargo, después de quitar las venenosas semillas, los maoríes preparan una bebida de la fruta, que a menudo es hervido con un tipo de algas (rimu). El resultado, jalea (rehia), se fermenta.

## Variedades
- Coriaria arborea var. arborea.
- Coriaria arborea var. kermadecensis W.R.B.Oliv.[1]